# Love Letter (BoA)
Love Letter è un singolo della cantante sudcoreana BoA, pubblicato nel 2007.

## Tracce
CD Prima edizione
1. Love Letter
2. Diamond Heart
3. Beautiful Flowers
4. Love Letter (Winter Acoustic Mix)
5. Love Letter (Instrumental)
6. Diamond Heart (Instrumental)
7. Beautiful Flowers (Instrumental)

CD Edizione standard
1. Love Letter
2. Diamond Heart
3. Beautiful Flowers
4. Love Letter (Instrumental)
5. Diamond Heart (Instrumental)
6. Beautiful Flowers (Instrumental)

DVD
1. Love Letter (Music Clip)